# Liga I 2011-2012 (fotbal feminin)
Liga I 2011–2012 a fost al 22-lea sezon al Ligii I, prima divizie a fotbalului feminin din România. Competiția a fost câștigată de Olimpia Cluj.

## Echipe participante
| Echipă                        | Oraș        |
| ----------------------------- | ----------- |
| FC Alice & Tunes Pitești      | Pitești     |
| CS Blue Angel Cristian Brașov | Cristian    |
| Clubul Sportiv Brazi          | Brazi       |
| AFC Fair Play Joc Cinstit     | București   |
| CS Metalul Vlăhița            | Vlăhița     |
| ACS Navobi Iași               | Iași        |
| ȘN Constanța                  | Constanța   |
| CSȘ Târgoviște                | Târgoviște  |
| AFC Municipal Târgu Mureș     | Târgu Mureș |
| CS Viitorul 2010 Buzău        | Buzău       |
| CSF CFR 1933 Timișoara        | Timișoara   |
| CFF Clujana Cluj              | Cluj-Napoca |
| CS Independența Baia Mare     | Baia Mare   |
| Motorul Oradea                | Oradea      |
| CS Negrea Reșița              | Reșița      |
| CFF Olimpia Cluj              | Cluj-Napoca |
| Clubul Sportiv Real Craiova   | Craiova     |
| Sporting Craiova              | Craiova     |
| FC UTA Arad                   | Arad        |
| ACS Viitorul Reghin           | Reghin      |

## Sezonul regular

### Seria Est
| Acasă \ Deplasare     | BRA  | FPB  | NAV  | BLU | MET  | ATP | TGV | TGM  | CON  | BUZ  |
| --------------------- | ---- | ---- | ---- | --- | ---- | --- | --- | ---- | ---- | ---- |
| CS Brazi              |      | 3–1  | 1–1  | 3–1 | 8–0  | 5–0 | 7–4 | 1–4  | 5–1  | 13–0 |
| Fair Play București   | 0–5  |      | 7–1  | 1–2 | 2–5  | 3–0 | 5–3 | 0–3  | 4–2  | 8–1  |
| Navobi Iași           | 0–2  | 4–1  |      | 0–4 | 2–1  | 0–0 | 0–0 | 1–7  | 3–0  | 0–0  |
| Blue Angel Cristian   | 3–1  | 2–3  | 4–1  |     | 1–0  | 5–2 | 2–0 | 0–1  | 8–0  | 0–3  |
| Metalul Vlăhița       | 1–3  | 3–2  | 9–1  | 0–2 |      | 2–2 | 6–2 | 0–5  | 7–0  | 9–0  |
| Alice & Tunes Pitești | 0–0  | 2–3  | 7–1  | 0–0 | 2–1  |     | 1–4 | 0–5  | 9–0  | 9–0  |
| CSȘ Târgoviște        | 1–5  | 2–0  | 5–0  | 2–0 | 3–2  | 1–0 |     | 1–3  | 11–0 | 9–0  |
| AFC Târgu Mureș       | 4–0  | 10–0 | 12–0 | 2–0 | 12–0 | 5–0 | 7–0 |      | 28–0 | 15–0 |
| ȘN Constanța          | 0–5  | 1–0  | 4–2  | 2–3 | 2–2  | 1–3 | 1–4 | 0–13 |      | 8–0  |
| Viitorul Buzău        | 0–10 | 1–9  | 0–4  | 0–5 | 0–8  | 1–2 | 0–9 | 1–15 | 2–1  |      |

| Loc | Echipa                | MJ | V  | E | Î  | GM  | GP  | DG   | Pct | Calificare             |
| --- | --------------------- | -- | -- | - | -- | --- | --- | ---- | --- | ---------------------- |
| 1   | AFC Târgu Mureș       | 18 | 18 | 0 | 0  | 151 | 4   | +147 | 54  | Calificare în play-off |
| 2   | CS Brazi              | 18 | 13 | 2 | 3  | 77  | 21  | +56  | 41  | Calificare în play-off |
| 3   | Blue Angel Cristian   | 18 | 11 | 2 | 5  | 53  | 19  | +34  | 35  |                        |
| 4   | CSȘ Târgoviște        | 18 | 10 | 1 | 7  | 61  | 39  | +22  | 31  |                        |
| 5   | Metalul Vlăhița       | 18 | 7  | 3 | 8  | 57  | 49  | +8   | 24  |                        |
| 6   | Fair Play București   | 18 | 8  | 0 | 10 | 49  | 50  | −1   | 24  |                        |
| 7   | Alice & Tunes Pitești | 18 | 6  | 4 | 8  | 39  | 37  | +2   | 22  |                        |
| 8   | Navobi Iași           | 18 | 4  | 4 | 10 | 21  | 64  | −43  | 16  |                        |
| 9   | ȘN Constanța          | 18 | 3  | 1 | 14 | 23  | 109 | −86  | 10  |                        |
| 10  | Viitorul Buzău        | 18 | 2  | 1 | 15 | 9   | 134 | −125 | 7   |                        |

### Seria Vest
| Acasă \ Deplasare      | CFR  | ORA  | IBM  | ARA  | OLI  | REA  | NEG  | CLU | SPO  | REG  |
| ---------------------- | ---- | ---- | ---- | ---- | ---- | ---- | ---- | --- | ---- | ---- |
| CFR Timișoara          |      | 6–1  | 2–5  | 4–0  | 0–3  | 2–6  | 0–1  | 9–1 | 10–0 | 16–0 |
| Motorul Oradea         | 2–2  |      | 1–2  | 5–2  | 0–10 | 1–3  | 2–1  | 3–0 | 13–0 | 7–0  |
| Independența Baia Mare | 1–3  | 1–1  |      | 1–3  | 0–16 | 1–4  | 1–2  | 3–0 | 7–0  | 5–0  |
| FC UTA Arad            | 2–2  | 0–3  | 2–4  |      | 1–14 | 2–10 | 0–5  | 3–0 | 12–1 | 14–0 |
| Olimpia Cluj           | 15–0 | 12–0 | 12–0 | 11–0 |      | 10–0 | 16–1 | 7–1 | 3–0  | 19–0 |
| Real Craiova           | 5–1  | 4–0  | 6–1  | 8–1  | 0–4  |      | 19–0 | 3–0 | 19–0 | 16–0 |
| Negrea Reșița          | 0–19 | 0–5  | 0–14 | 0–7  | 0–6  | 1–6  |      | 3–0 | 13–0 | 0–1  |
| Clujana Cluj           | 0–3  | 0–3  | 1–0  | 4–1  | 0–3  | 2–5  | 7–1  |     | 0–3  | 0–3  |
| Sporting Craiova       | 0–3  | 0–3  | 2–7  | 5–9  | 0–14 | 0–7  | 3–0  | 1–4 |      | 7–2  |
| Viitorul Reghin        | 1–10 | 0–1  | 0–2  | 0–5  | 0–5  | 0–8  | 1–2  | 0–5 | 0–4  |      |

| Loc | Echipa                 | MJ | V  | E | Î  | GM  | GP  | DG   | Pct | Calificare             |
| --- | ---------------------- | -- | -- | - | -- | --- | --- | ---- | --- | ---------------------- |
| 1   | Olimpia Cluj           | 18 | 18 | 0 | 0  | 180 | 3   | +177 | 54  | Calificare în play-off |
| 2   | Real Craiova           | 18 | 16 | 0 | 2  | 129 | 26  | +103 | 42  | Calificare în play-off |
| 3   | CFR Timișoara          | 18 | 10 | 2 | 6  | 92  | 43  | +49  | 32  |                        |
| 4   | Motorul Oradea         | 18 | 10 | 2 | 6  | 51  | 43  | +8   | 32  |                        |
| 5   | Independența Baia Mare | 18 | 9  | 1 | 8  | 55  | 55  | 0    | 28  |                        |
| 6   | FC UTA Arad            | 18 | 7  | 1 | 10 | 64  | 77  | −13  | 22  |                        |
| 7   | Negrea Reșița          | 18 | 6  | 0 | 12 | 30  | 107 | −77  | 18  |                        |
| 8   | Clujana Cluj           | 18 | 5  | 0 | 13 | 25  | 54  | −29  | 15  |                        |
| 9   | Sporting Craiova       | 18 | 4  | 0 | 14 | 26  | 126 | −100 | 12  |                        |
| 10  | Viitorul Reghin        | 18 | 2  | 0 | 16 | 8   | 126 | −118 | 6   |                        |

1. ↑  Pe 12 octombrie 2011 CS Real Craicova a fost depunctat cu 6 puncte.[2]

## Play-off
| Acasă \ Deplasare | OLI | TMU | CRA | BRA  |
| ----------------- | --- | --- | --- | ---- |
| CFF Olimpia Cluj  |     | 3–0 | 5–0 | 16–0 |
| AFC Târgu Mureș   | 1–5 |     | 3–0 | 5–0  |
| Real Craiova      | 1–7 |     |     | 9–2  |
| CS Brazi          | 3–0 | 2–6 | 0–3 |      |

1. ↑  Scorul a fost 1-4 în teren, dar a devenit 3-0 în urma hotărârii Comisiei de Disciplină.[3]

| Loc | Echipa               | MJ | V | E | Î | GM | GP | DG  | Pct | Calificare                 |
| --- | -------------------- | -- | - | - | - | -- | -- | --- | --- | -------------------------- |
| 1   | CFF Olimpia Cluj (C) | 6  | 5 | 0 | 1 | 36 | 5  | +31 | 18  | Liga Campionilor 2012-2013 |
| 2   | AFC Târgu Mureș      | 6  | 4 | 0 | 2 | 18 | 11 | +7  | 15  |                            |
| 3   | Real Craiova         | 6  | 2 | 0 | 4 | 14 | 20 | −6  | 6   |                            |
| 4   | CS Brazi             | 6  | 1 | 0 | 5 | 7  | 39 | −32 | 3   |                            |